# هایلند بیچ (مریلند)
هایلند بیچ (به انگلیسی: Highland Beach) شهری در ایالت مریلند کشور ایالات متحده آمریکا است که جمعیت آن در سرشماری سال ۲۰۱۰ میلادی، ۹۶ نفر بوده‌است.